# 11 Razones Tour
11 Razones Tour fue la segunda gira de conciertos de la cantante española Aitana, enmarcada dentro de la promoción de su segundo álbum de estudio, 11 razones (2020). La gira arrancó el 1 de julio de 2021 en el Festival Jardines de Pedralbes de Barcelona y terminó el 20 de diciembre de 2022 en Madrid. Por primera vez en su carrera, Aitana realizó un tour por Latinoamérica.

## Antecedentes
En 2021, Aitana anunció el lunes 12 de abril por un video publicado en Instagram que el día siguiente anunciaría las primeras fechas de la gira. El 13 de abril se dieron a conocer las 19 primeras fechas en sus redes sociales y su página web. El 21 de abril, se dio a conocer una nueva fecha española en Algeciras, Cádiz. El 28 de abril, vía historias de Instagram, la cantante anunció una nueva fecha en Girona, España. El 4 de mayo, anunció la fecha en Murcia, España. El 26 de junio, Aitana publicó la fecha de Logroño, España. El 27 de agosto, anunció una nueva fecha en A Coruña, España. El 24 de octubre, anunció la fecha en el Palau Sant Jordi de Barcelona.
En 2022, el 16 de marzo, la cantante, anunció un nuevo ciclo de conciertos para septiembre de ese año bajo la denominación de 11 Razones + Tour, en 6 ciudades españolas. La preventa para dichos conciertos empezaría dos días más tarde, el 18 de marzo. Además, prometió que las fechas para Latinoamérica serían lanzadas próximamente. El 6 de abril anunció una segunda fecha en Madrid debido a la alta demanda de entradas, después de agotar la primera fecha en sólo dos horas. El 24 de mayo anunció la primera fecha en Latinoamérica. El 10 de junio anunció las otras 2 primeras fechas en México. El 4 de julio, publicó el cartel completo con todas las fechas, incluidas las ya anunciadas en Latinoamérica. El 8 de julio anunció una segunda fecha en Buenos Aires, debido a la alta demanda. El 30 de noviembre durante su visita al El Hormiguero, anunció la última fecha del tour, el 20 de diciembre en Madrid.

## Repertorio

### 11 Razones Tour
Canciones presentadas
1. «Intro y 11 razones»
2. «Cuando te fuiste»
3. «Mejor que tú»
4. «Corazón sin vida»
5. «Teléfono»
6. «% (Dividido)»
7. «Ni una más»
8. «X (por)»
9. «Igual»
10. «Berlín»
11. «Mándame un audio (Remix)»
12. «Presiento» y «Más de lo que aposté»
13. «Con la miel en los labios»
14. «- (menos)»
15. «Resilient»
16. «Si tú la quieres»
17. «No te has ido y ya te extraño»
18. «Me quedo»
19. «Tu foto del DNI»
20. «Vas a quedarte»
21. «Mon Amour remix»
22. «+ (más)»

### Artistas invitados 11 razones Tour
- El 15 de agosto de 2021, en Cuenca: Adrián Mármol "Marmi": «Tu foto del DNI».
- El 28 de agosto de 2021, en Murcia: Pole : «Menos», Adrián Mármol "Marmi": «Tu foto del DNI». y Zzoilo: «Mon Amour remix».
- El 9 de octubre de 2021, en Granada: Sebastián Yatra: «Corazón sin vida».
- El 15 de octubre de 2021, en San Sebastián: Adrián Mármol "Marmi": «Tu foto del DNI».
- El 16 de octubre de 2021, en Bilbao: Adrián Mármol "Marmi": «Tu foto del DNI».
- El 4 de diciembre de 2021, en Barcelona: Adrián Mármol "Marmi": «Tu foto del DNI», Pablo Alborán: «Ni una mas», Zzoilo: «Mon Amour remix» y Cali & El Dandee: «+(Mas)».
- El 7 de diciembre de 2021, en Madrid: Vanesa Martín: «Con La miel en los labios», Zzoilo: «Mon Amour remix», Pablo López: «Vas a quedarte»  y Adrián Mármol "Marmi": «Tu foto del DNI».

### 11 Razones + Tour
Canciones presentadas
1. «Intro y «Formentera»
2. «11 razones»
3. «Cuando te fuiste»
4. «Corazón sin vida»
5. «Teléfono»
6. «% (Dividido)»
7. «Igual»
8. «Berlín»
9. «En el coche»
10. «Ni una más»
11. «Presiento»
12. «Más de lo que aposté»
13. «Otra vez»
14. «Con la miel en los labios»
15. «Tu foto del DNI»
16. «Resilient (Remix)»
17. «Quieres»
18. «No te has ido y ya te extraño»
19. «Mariposas»
20. «Me quedo»
21. «Vas a quedarte»
22. «Mon Amour remix»
23. «+ (más)»

### Artistas invitados 11 Razones + Tour
- El 18 de septiembre de 2022, en Madrid: Sangiovanni: «Mariposas», Zzoilo: «Mon Amour remix», y Adrián Mármol "Marmi": «Tu foto del DNI».
- El 22 de septiembre de 2022, en Madrid: Sebastián Yatra: «Corazon sin vida» y «Las dudas», Adrián Mármol "Marmi": «Tu foto del DNI», Zzoilo: «Mon Amour remix» y Ptazeta: «Quieres».
- El 20 de diciembre de 2022, en Madrid: David Bisbal: «Si tú la quieres», Pablo López: «Vas a quedarte», Ptazeta: «Quieres» y  Lola Índigo: «Me quedo».

## Fechas
| Fecha                                   | Ciudad                                | País                                  | Acto de apertura                      | Recinto                                  |
| Primera etapa: 11 Razones Tour (2021)   | Primera etapa: 11 Razones Tour (2021) | Primera etapa: 11 Razones Tour (2021) | Primera etapa: 11 Razones Tour (2021) | Primera etapa: 11 Razones Tour (2021)    |
| --------------------------------------- | ------------------------------------- | ------------------------------------- | ------------------------------------- | ---------------------------------------- |
| 1 de julio de 2021                      | Barcelona                             | España                                | –                                     | Jardines de Pedralbes                    |
| 9 de julio de 2021                      | Valencia                              | España                                | –                                     | Estadio Ciudad de Valencia               |
| 10 de julio de 2021                     | Benicasim                             | España                                | –                                     | Recinto de Festivales de Benicàssim      |
| 16 de julio de 2021                     | Almería                               | España                                | –                                     | Recinto Ferial de Almería                |
| 17 de julio de 2021                     | Huelva                                | España                                | –                                     | Foro Iberoamericano de La Rábida         |
| 22 de julio de 2021                     | Marbella                              | España                                | –                                     | Auditorio de Marbella-Starlite           |
| 23 de julio de 2021                     | Alicante                              | España                                | –                                     | Plaza de Toros de Alicante               |
| 29 de julio de 2021                     | Calviá                                | España                                | –                                     | Recinto Antiguo Aquapark                 |
| 1 de agosto de 2021                     | Algeciras                             | España                                | –                                     | Plaza de Toros Las Palomas               |
| 7 de agosto de 2021                     | Rosas                                 | España                                | –                                     | Ciudadela de Rosas                       |
| 8 de agosto de 2021                     | Calella de Palafrugell                | España                                | –                                     | Auditorio de Cap Roig                    |
| 13 de agosto de 2021                    | Alp                                   | España                                | –                                     | Recinto Cerdanya Music Festival          |
| 15 de agosto de 2021                    | Cuenca                                | España                                | –                                     | Estadio de La Fuensanta                  |
| 17 de agosto de 2021                    | El Puerto de Santa María              | España                                | –                                     | Real Plaza de Toros de El Puerto         |
| 20 de agosto de 2021                    | Avilés                                | España                                | –                                     | Centro Niemeyer                          |
| 24 de agosto de 2021                    | Marbella                              | España                                | –                                     | Auditorio de Marbella-Starlite           |
| 27 de agosto de 2021                    | Úbeda                                 | España                                | –                                     | Auditorio del Recinto Ferial             |
| 28 de agosto de 2021                    | Murcia                                | España                                | –                                     | Plaza de Toros La Condomina              |
| 24 de septiembre de 2021                | Mairena del Aljarafe                  | España                                | –                                     | Centro Hípico de Mairena de Aljarafe     |
| 9 de octubre de 2021                    | Granada                               | España                                | –                                     | Palacio Municipal de Deportes de Granada |
| 15 de octubre de 2021                   | San Sebastián                         | España                                | –                                     | Velódromo de Anoeta                      |
| 16 de octubre de 2021                   | Bilbao                                | España                                | –                                     | Bilbao Arena                             |
| 23 de octubre de 2021                   | La Coruña                             | España                                | –                                     | Coliseum da Coruña                       |
| 30 de octubre de 2021                   | Logroño                               | España                                | –                                     | Plaza de Toros La Ribera                 |
| 6 de noviembre de 2021                  | Santander                             | España                                | –                                     | Palacio de Deportes de Santander         |
| 13 de noviembre de 2021                 | Vitoria                               | España                                | –                                     | Pabellón Buesa Arena                     |
| 20 de noviembre de 2021                 | Salamanca                             | España                                | –                                     | Multiusos Sánchez Paraíso                |
| 26 de noviembre de 2021                 | Zaragoza                              | España                                | –                                     | Pabellón Príncipe Felipe                 |
| 27 de noviembre de 2021                 | Pamplona                              | España                                | –                                     | Navarra Arena                            |
| 4 de diciembre de 2021                  | Barcelona                             | España                                | –                                     | Palau Sant Jordi                         |
| 7 de diciembre de 2021                  | Madrid                                | España                                | –                                     | WiZink Center                            |
| Segunda etapa: 11 Razones + Tour (2022) |                                       |                                       |                                       |                                          |
| 3 de septiembre de 2022                 | Barcelona                             | España                                | –                                     | Palau Sant Jordi                         |
| 8 de septiembre de 2022                 | Valencia                              | España                                | –                                     | Plaza de toros de Valencia               |
| 10 de septiembre de 2022                | Bilbao                                | España                                | –                                     | Bizkaia Arena                            |
| 15 de septiembre de 2022                | Sevilla                               | España                                | –                                     | Estadio de la Cartuja                    |
| 16 de septiembre de 2022                | Fuengirola                            | España                                | –                                     | Castillo Sohail                          |
| 18 de septiembre de 2022                | Madrid                                | España                                | –                                     | WiZink Center                            |
| 22 de septiembre de 2022                | Madrid                                | España                                | –                                     | WiZink Center                            |
| 11 de octubre de 2022                   | Guadalajara                           | México                                | –                                     | Teatro Diana                             |
| 14 de octubre de 2022                   | Ciudad de México                      | México                                | –                                     | Teatro Metropólitan                      |
| 16 de noviembre de 2022                 | Santiago de Chile                     | Chile                                 | Shirel                                | Teatro Caupolicán                        |
| 19 de noviembre de 2022                 | Buenos Aires                          | Argentina                             | Morena Lopez                          | Teatro Gran Rex                          |
| 20 de noviembre de 2022                 | Buenos Aires                          | Argentina                             | Morena Lopez                          | Teatro Gran Rex                          |
| 22 de noviembre de 2022                 | Córdoba                               | Argentina                             | Agos Nisi                             | Espacio Quality                          |
| 26 de noviembre de 2022                 | Montevideo                            | Uruguay                               | Victoria Solé                         | Palacio Peñarol                          |
| 20 de diciembre de 2022                 | Madrid                                | España                                | –                                     | WiZink Center                            |

## Conciertos aplazados y/o cancelados
A continuación se pueden ver los conciertos aplazados y/o cancelados de la gira, con su motivo.
| Fecha                    | Ciudad                     | País   | Recinto                      | Motivo                                                |
| ------------------------ | -------------------------- | ------ | ---------------------------- | ----------------------------------------------------- |
| 3 de septiembre de 2021  | Logroño                    | España | Plaza de Toros La Ribera     | Aplazado al 30 de octubre por laringitis aguda.       |
| 4 de septiembre de 2021  | San Sebastián              | España | Velódromo de Anoeta          | Aplazado al 15 de octubre por restricciones de aforo. |
| 8 de septiembre de 2021  | Córdoba                    | España | Plaza de Toros Los Califas   | Cancelado por laringitis aguda.                       |
| 10 de septiembre de 2021 | Santa Cruz de Tenerife     | España | Recinto Ferial de Tenerife   | Cancelado por laringitis aguda.                       |
| 11 de septiembre de 2021 | Las Palmas de Gran Canaria | España | Gran Canaria Arena           | Cancelado por laringitis aguda.                       |
| 25 de septiembre de 2021 | Sanlúcar de Barrameda      | España | Plaza de Toros Coso del Pino | Cancelado por laringitis aguda.                       |
| 15 de octubre de 2022    | Monterrey                  | México | Parque Fundidora             | Cancelado por problemas logísticos.                   |